# 超問クイズ! 真実か?ウソか?
『超問クイズ! 真実か?ウソか?』（ちょうもんクイズ しんじつか ウソか）は、日本テレビ系列で2016年（平成28年）5月6日から2019年（令和元年）9月13日まで放送されていたクイズバラエティ番組。放送時間は金曜日の19:56 - 20:54（JST）。

## ルール
様々なジャンルの○×クイズが出題され、プレゼンターの桝太一と劇団ひとりの理論をそれぞれ聞いた上で解答する（不正解の方は嘘のプレゼンで、プレゼンが無い問題もある）。後に、AとBで答える2択のクイズも出題。1問正解につき10ポイント（最終問題に限り30ポイント）加算される。問題によっては、桝やひとりに代わってスペシャルゲストがプレゼンを担当するケースもあった。
ビッグチャンスは途中で出題されるボーナスチャンスとして登場。挑戦する解答者を1人ルーレットで決め、解答者が正解すれば30ポイント。不正解の場合は、その回答者の秘密が暴露される。
2時間スペシャルの場合は番組途中に、「10分で詳しくなれる!超問リサーチ」というコーナーが行われ、テーマに沿ったちょうど10分のVTRで○×・2択クイズが何問か出題された。
初期は、トップの成績の解答者は有吉から出題される「超問ファイナルチャレンジ」に答え、正解すると行き先を自由に選べる海外旅行券を獲得できる。このファイナルチャレンジは、2017年の途中で廃止された。
2018年8月17日から内容がリニューアルされ、タイトルから「真実か?ウソか?」が外され「超問クイズ」として○×クイズの出題が徐々に減少、回によっては口頭での解答を要するクイズのみの回もあり、上述のルールやプレゼンターの制度は完全に撤廃された。同時にMCの尾崎里紗、プレゼンターだったひとり、桝のポジションも変更となる（#出演者を参照）。
なお2016年10月から2019年4月までは、春夏秋冬のドラマ改編期に日本テレビ系列で放送されるドラマの出演者がドラマ宣伝のため、参加する企画が行われていた。
2019年9月13日をもって当番組は終了。パイロット版を含め5年半の歴史に幕を閉じた。

## その他のクイズ
タイマンバトル
2016年11月18日放送分より登場。解答者からランダムに2名を選び、ビッグチャンスと同じように○×クイズやAとBで答える2択を出題。先に2問正解した回答者が勝利となり、30ポイントを獲得。負けた解答者はビックチャンスと同じく、秘密が暴露される。
超問!ブリザードボン
あるテーマで複数の選択肢があり、1つだけ不正解がある。1人ずつゲートに立ち、選択肢から1つを選ぶ。不正解を選ぶと、氷点下の吹雪（CO2ガス）が噴射される。
超問!早押し3択
1対1での早押しクイズ。早押しの性質を生かした「引っ掛け」あり。
超問!ベストセラー
話題のベストセラー本から抜粋した一文を用いた穴埋め問題を4人で対決する早押しクイズ。
超問!誰ミファシンガー
カバー曲やカラオケの歌声を聞いて誰が歌ってるかを早押しで当てる。
超問!国民アンケート 1位とひとり
あるテーマで200人にアンケートを取り、ベスト3と11位以下を伏せた状態で「1位の答え」と「1人しか答えなかった答え」を書いて当てる。答えを書く前に劇団ひとりから1位と1人だけのヒントが出る。両方正解した人にポイントが入る
超問!タイマンタイマー
成績上位2人で行う決勝戦。両者持ち時間60秒からスタートし、様々なクイズに答える。先に持ち時間が0になったら敗北で優勝者には金の真実の口（ティッシュカバー）が与えられる。
検証○×クイズ
芸能人の得意分野に関するクイズ50問に正解するか、歌手やモノマネ芸人が5曲連続90点以上を取るかなどを○・×で予想する。
挑戦者が1問でも間違えたり、1回でも失敗した時点で検証終了となる。しかし、挑戦者の要望により失敗後もエキシビジョンとして最後まで続行するケースもあった。
クイズ!○○里帰る
毎週週替わりのゲストが故郷に帰る様子に密着し、そのVTRからクイズを出題し早押しで解答する。
クイズ平成最後の○!
平成30年間の出来事からクイズを出題する。○には実施放送日の季節が入る。
クイズ!あの最後を知らない
ドラマや映画等の名作や過去の重大ニュースの意外と知られていない結末の内容を問うクイズを出題する。
まさかのレアケース
実際に起きたレアな出来事を芸人による再現VTRを見た上でそのレアケースの内容をクイズに出題。
クイズ神様のお教室
予約が殺到している様々な教室に芸能人が潜入し、様々なポイントをクイズ形式で出題。

## 出演者
超問マイスター（司会・進行）
- 有吉弘行

アシスタント
- 桝太一（当時日本テレビアナウンサー）

現場レポーター
- 尾崎里紗（日本テレビアナウンサー）

※最終回は回答者として出演。

レギュラー解答者
- 劇団ひとり

※「○×」時代、桝と劇団はプレゼンターで、尾崎はアシスタントでの出演だった。
準レギュラー（常連解答者）
- 相田翔子
- 岩井勇気（ハライチ）
- 岡田圭右（ますだおかだ）
- ゆきぽよ
- 若槻千夏

## パイロット版の放送日時・出演者
| 回数  | 放送日時                             | 司会・進行                                                          | ゲストプレゼンター                                   |
| ----- | ------------------------------------ | ------------------------------------------------------------------- | ---------------------------------------------------- |
| 第1回 | 2014年2月2日（日曜日）13:15 - 14:15  | 桝太一（当時日本テレビアナウンサー） 中田敦彦（オリエンタルラジオ） |                                                      |
| 第2回 | 2014年4月30日（水曜日）19:00 - 20:54 | ラルフ鈴木（日本テレビアナウンサー） 江角マキコ                     |                                                      |
| 第3回 | 2015年1月6日（火曜日）19:00 - 20:54  | ラルフ鈴木（日本テレビアナウンサー） 江角マキコ                     |                                                      |
| 第4回 | 2016年1月8日（金曜日）19:00 - 20:54  | 高島彩（フリーアナウンサー） 千原ジュニア（千原兄弟）               | 広瀬すず - ×側 本田望結 - ×側 デヴィ・スカルノ - ○側 |

## ネット局
| 放送対象地域   | 放送局                    | 系列                                         | 放送日時           | ネット状況 | 備考       |
| -------------- | ------------------------- | -------------------------------------------- | ------------------ | ---------- | ---------- |
| 関東広域圏     | 日本テレビ（NTV）         | 日本テレビ系列                               | 金曜 19:56 - 20:54 | 【制作局】 | 【制作局】 |
| 北海道         | 札幌テレビ（STV）         | 日本テレビ系列                               | 金曜 19:56 - 20:54 | 同時ネット |            |
| 青森県         | 青森放送（RAB）           | 日本テレビ系列                               | 金曜 19:56 - 20:54 | 同時ネット |            |
| 岩手県         | テレビ岩手（TVI）         | 日本テレビ系列                               | 金曜 19:56 - 20:54 | 同時ネット |            |
| 宮城県         | ミヤギテレビ（MMT）       | 日本テレビ系列                               | 金曜 19:56 - 20:54 | 同時ネット |            |
| 秋田県         | 秋田放送（ABS）           | 日本テレビ系列                               | 金曜 19:56 - 20:54 | 同時ネット |            |
| 山形県         | 山形放送（YBC）           | 日本テレビ系列                               | 金曜 19:56 - 20:54 | 同時ネット |            |
| 福島県         | 福島中央テレビ（FCT）     | 日本テレビ系列                               | 金曜 19:56 - 20:54 | 同時ネット |            |
| 山梨県         | 山梨放送（YBS）           | 日本テレビ系列                               | 金曜 19:56 - 20:54 | 同時ネット |            |
| 長野県         | テレビ信州（TSB）         | 日本テレビ系列                               | 金曜 19:56 - 20:54 | 同時ネット |            |
| 新潟県         | テレビ新潟（TeNY）        | 日本テレビ系列                               | 金曜 19:56 - 20:54 | 同時ネット |            |
| 静岡県         | 静岡第一テレビ（SDT）     | 日本テレビ系列                               | 金曜 19:56 - 20:54 | 同時ネット |            |
| 富山県         | 北日本放送（KNB）         | 日本テレビ系列                               | 金曜 19:56 - 20:54 | 同時ネット |            |
| 石川県         | テレビ金沢（KTK）         | 日本テレビ系列                               | 金曜 19:56 - 20:54 | 同時ネット |            |
| 福井県         | 福井放送（FBC）           | 日本テレビ系列                               | 金曜 19:56 - 20:54 | 同時ネット |            |
| 中京広域圏     | 中京テレビ（CTV）         | 日本テレビ系列                               | 金曜 19:56 - 20:54 | 同時ネット |            |
| 近畿広域圏     | 読売テレビ（ytv）         | 日本テレビ系列                               | 金曜 19:56 - 20:54 | 同時ネット |            |
| 鳥取県・島根県 | 日本海テレビ（NKT）       | 日本テレビ系列                               | 金曜 19:56 - 20:54 | 同時ネット |            |
| 広島県         | 広島テレビ（HTV）         | 日本テレビ系列                               | 金曜 19:56 - 20:54 | 同時ネット |            |
| 山口県         | 山口放送（KRY）           | 日本テレビ系列                               | 金曜 19:56 - 20:54 | 同時ネット |            |
| 徳島県         | 四国放送（JRT）           | 日本テレビ系列                               | 金曜 19:56 - 20:54 | 同時ネット |            |
| 香川県・岡山県 | 西日本放送（RNC）         | 日本テレビ系列                               | 金曜 19:56 - 20:54 | 同時ネット |            |
| 愛媛県         | 南海放送（RNB）           | 日本テレビ系列                               | 金曜 19:56 - 20:54 | 同時ネット |            |
| 高知県         | 高知放送（RKC）           | 日本テレビ系列                               | 金曜 19:56 - 20:54 | 同時ネット |            |
| 福岡県         | 福岡放送（FBS）           | 日本テレビ系列                               | 金曜 19:56 - 20:54 | 同時ネット |            |
| 長崎県         | 長崎国際テレビ（NIB）     | 日本テレビ系列                               | 金曜 19:56 - 20:54 | 同時ネット |            |
| 熊本県         | くまもと県民テレビ（KKT） | 日本テレビ系列                               | 金曜 19:56 - 20:54 | 同時ネット |            |
| 宮崎県         | テレビ宮崎（UMK）         | フジテレビ系列 日本テレビ系列 テレビ朝日系列 | 金曜 19:56 - 20:54 | 同時ネット | [ 注 2 ]   |
| 鹿児島県       | 鹿児島読売テレビ（KYT）   | 日本テレビ系列                               | 金曜 19:56 - 20:54 | 同時ネット |            |
| 沖縄県         | 琉球放送（RBC）           | TBS系列                                      | 土曜 12:57 - 13:54 | 遅れネット |            |
| 大分県         | 大分放送（OBS）           | TBS系列                                      | 不定期放送         | 遅れネット | [ 注 3 ]   |

- 19:00からの2時間スペシャル放送時には、通常時の前番組『沸騰ワード10』（全編ローカルセールス枠）を差し替えて自社制作番組を放送する局に限り、19:56からの短縮版を日本テレビからの裏送りで放送することがあった（編成によっては臨時フルネットとすることもあった）[注 4]。
- 2016年9月9日放送の2時間SPは21:00まで放送、直後の『第36回全国高等学校クイズ選手権』（21:00 - 23:24。「○側プレゼンター」の桝が司会）との接続は初のステブレレスとなり、またこの日は当番組と『高校生クイズ』を合わせて「日テレ系クイズの日」として放送された。2017年9月1日放送の2時間SPでは、日本テレビ・テレビ新潟・テレビ信州・中京テレビ・日本海テレビのみ21:00まで放送して『第37回全国高等学校クイズ選手権』との接続はステブレレスとなった（日本テレビ・テレビ新潟・テレビ信州・中京テレビ・日本海テレビ以外のネット局では通常通り20:54飛び降り）。

## 書籍
- 超問クイズ! 真実か?ウソか?第1巻（2017年12月2日発売、世界文化社 ISBN 978-4418172658）
- 超問クイズ 使える超Qドリル100（2019年4月30日発売、ぴあ ISBN 978-4835635637）